# Nils Johan Andersson (1866–1944)
Nils Johan Andersson, född 20 mars 1866 i Silbodals församling, Värmlands län, död 4 januari 1944 i Svanskogs församling, Värmlands län, var en svensk folkmusiker. 

## Biografi
Nils Johan Andersson föddes 1866 i Silbodals socken. Han fick sina melodier efter spelmannen Andreas i Valleberg och spelmannen och mjölnaren Johan Antinous Johansson (1847–1931) i Norra Björketjärn, Långseruds socken. Andersson avled 1944 i Svanskogs socken.

## Upptecknade låtar
1920 upptecknade Dan Danielsson följande låtar efter Nils Johan Andersson:
- Polska i G-dur.[3]
- Polska i G-dur.[3]